# Charles Tuttle
Charles Tuttle es un deportista estadounidense que compitió en vela en la clase Star. Ganó una medalla de plata en el Campeonato Mundial de Star de 1950.

## Palmarés internacional
| Campeonato Mundial | Campeonato Mundial       | Campeonato Mundial | Campeonato Mundial |
| Año                | Lugar                    | Medalla            | Clase              |
| ------------------ | ------------------------ | ------------------ | ------------------ |
| 1950               | Chicago (Estados Unidos) | Medalla de plata   | Star               |